# Илия Чулев
Илия Чулев е български революционер, деец на Вътрешна македонска революционна организация (обединена) и НОВМ.

## Биография
Роден е през 1908 година в град Кавадарци, тогава в Османската империя. Учи основно училище в родния си град и гимназия във Велес. Влиза във ВМРО (обединена) през 1933 година. Според Коста Църнушанов Чулев е:
| „ | известен в цяла Македония като буден българин и активен обществен деятел през цялото време на кралска Югославия – човек с много връзки по цялата Тиквешия. | “ |

В края на 1938 година е избран за народен представител в Скупщината на Кралство Югославия от листата на радичевците – земеделците на Владо Мачек. За него гласуват и комунистите, тъй като той е популярен и сред тях и те нямат свой кандидат, поради изискваната от закона възраст от 30 години.
В началото на 1941 година е интерниран от сръбските власти в Баница. Освободен е от германците след капитулацията на Югославия през април. През войната завършва медицина в Загребския университет и става лекар в Прешево.
От 1944 година е лекар в Шеста македонска ударна бригада, където началник му е Коста Хрисимов. С него и с Димитър Златарев в 1945 година организира тайния Демократичен фронт на Македония „Илинден 1903“, борещ се за Независима Македония и утвърждаване на българщината в нея.
На 20 октомври 1945 година е арестуван. На процеса прокурорът Никола Вражалски иска смъртна присъда, но вероятно след намеса на западни дипломати, през февруари 1946 година е осъден на 10 години затвор. В затвора Идризово, в който лежи, властите убиват братовия му син Григор Чулев, още ученик, осъден по друг процес и изхвърлен през прозореца в краката на Хрисимов. Според сведения на други арестанти Чулев умира в Идризово след тежки мъчения от насилствена смърт. Според Коста Църнушанов след мъчения и глад, заболява от туберкулоза и умира в затвора. Погребан е в незнаен гроб към село Усие.